# Deronectes danielssoni
Deronectes danielssoni är en skalbaggsart som beskrevs av Hans Fery och Hosseinie 1998. Deronectes danielssoni ingår i släktet Deronectes och familjen dykare. Inga underarter finns listade i Catalogue of Life.